# باربرا فيريل
باربرا فيريل (بالإنجليزية: Barbara Ferrell)‏ هي منافسة ألعاب القوى أمريكية، ولدت في 28 يوليو 1947 في هاتيسبورغ في الولايات المتحدة.

## وصلات خارجية
- باربرا فيريل على موقع الاتحاد الدولي لألعاب القوى (الإنجليزية)
- باربرا فيريل على موقع الاتحاد الأمريكي لسباقات المضمار والميدان، قاعة المشاهير (الإنجليزية)
- باربرا فيريل على موقع اللجنة الأولمبية الدولية (الإنجليزية)
- باربرا فيريل على موقع أوليمبيديا (الإنجليزية)